# Fred Edson Lafortune
Fred Edson Lafortune, né le 31 juillet 1982, est un poète et écrivain haïtien. 

## Éléments biographiques
Il est né à Anse-à-Veau en Haïti en juillet 1982. En 2017, il reçoit le Prix Dominique Batraville pour son recueil de poésie An n al Lazil. Il a également reçu en 2018 le prix du meilleur poète de l'année par la Haitian Academy Award. Ses poèmes ont été publiés dans plusieurs anthologies, dont l'« Anthologie de Poésie Haïtienne Contemporaine » éditée par James Noël. Plusieurs de ses poèmes ont été publiés dans divers magazines et revues littéraires, ainsi que dans des publications en ligne.

## Œuvres
En anglais
- White Dogs, Transition magazine, Harvard University, 2024

En français
- En nulle autre, publié en France chez le chasseur abstrait éditeur (collection: Lettres/Terres),  (ISBN 978-2-35554-063-9)
- Silex, JEBCA Éditions 2016 (Collection L'immortel)  (ISBN 978-1680840315)

En créole haïtien
- An n al Lazil, Trilingual Press  (ISBN 978-1-936431-20-5)
- An n al Lazil, Jebca 2018.